# 福來邨

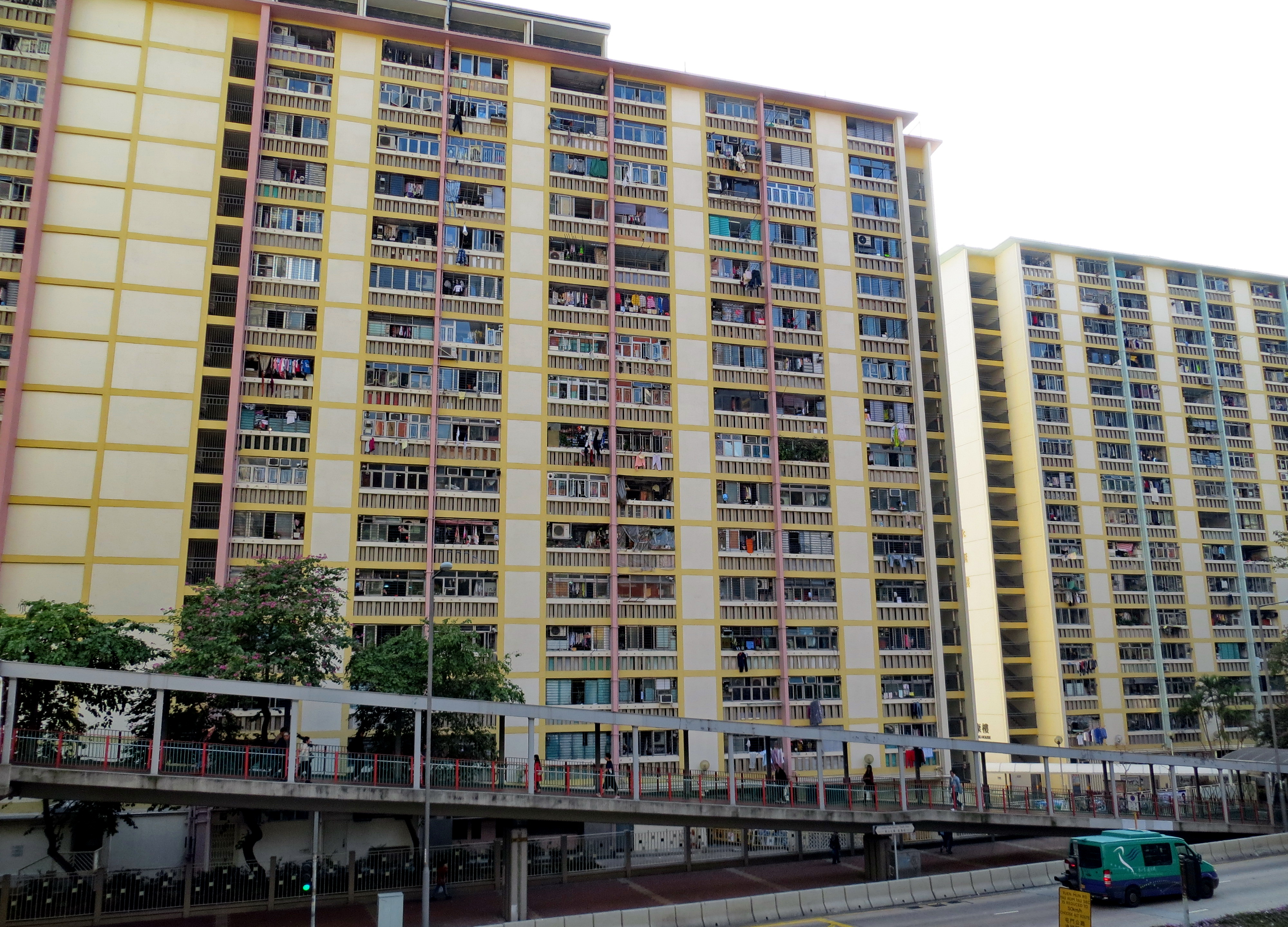
福來邨永樂樓，前方道路為青山公路－荃灣段

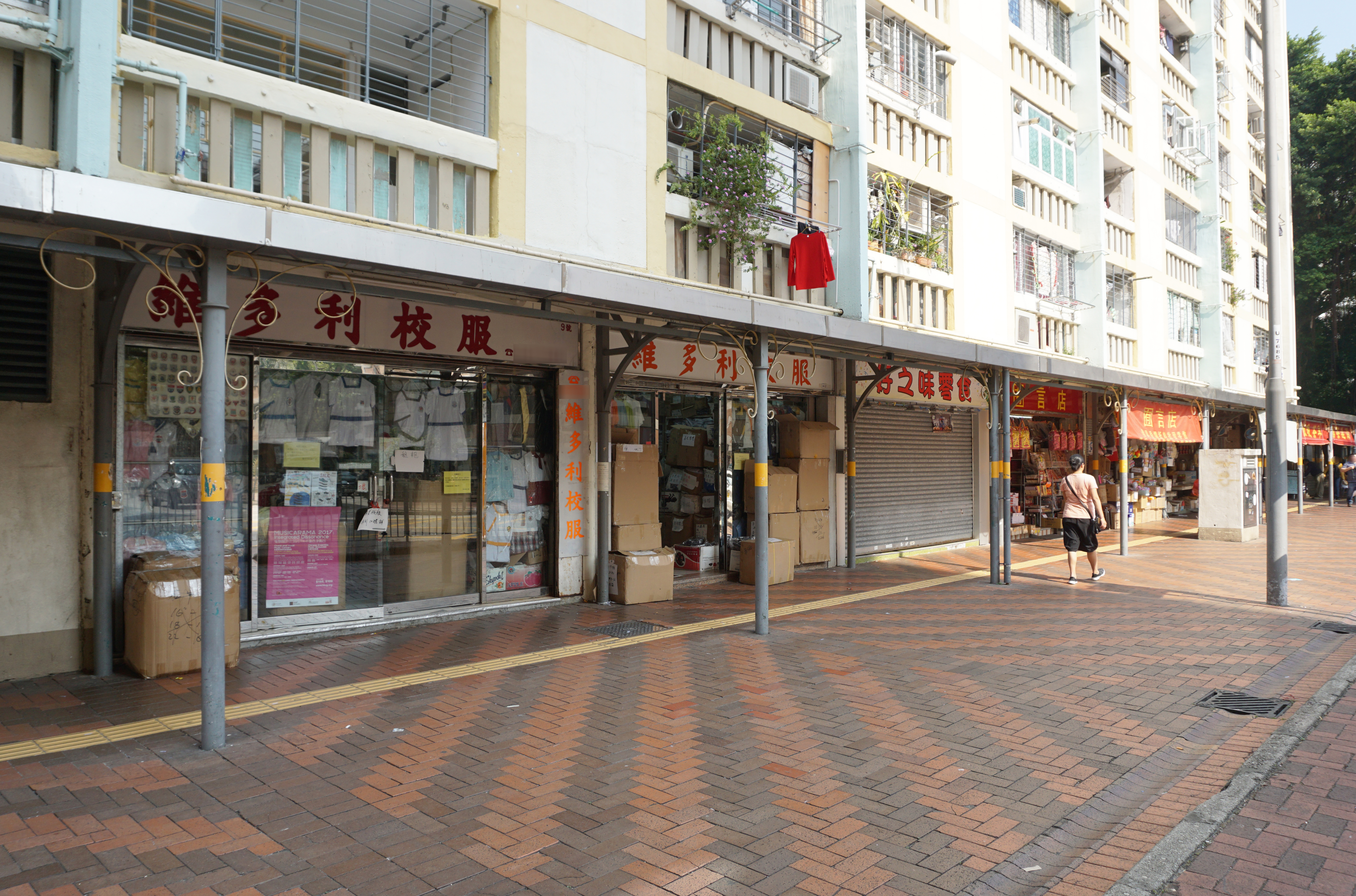
永嘉樓商店

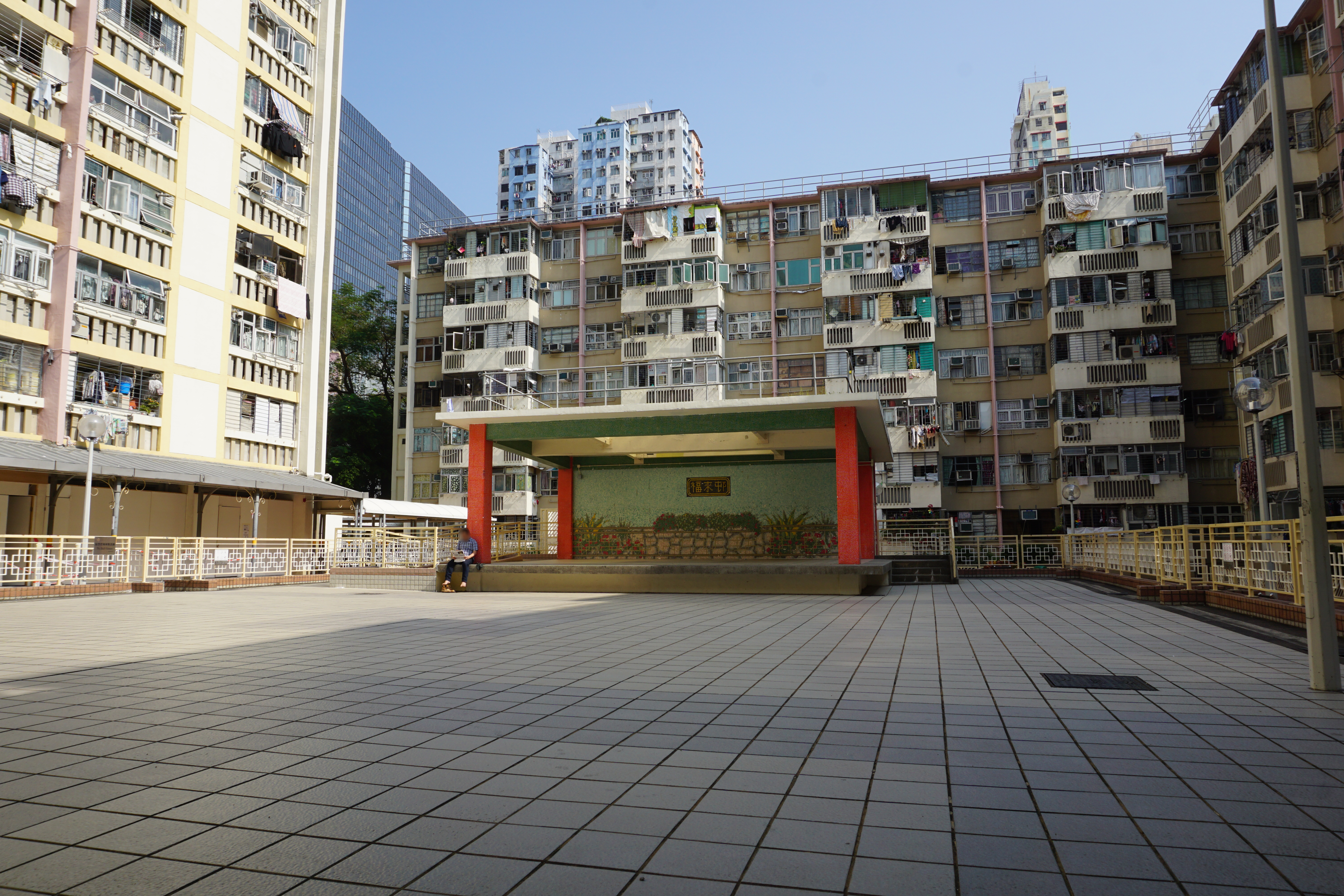
露天劇場

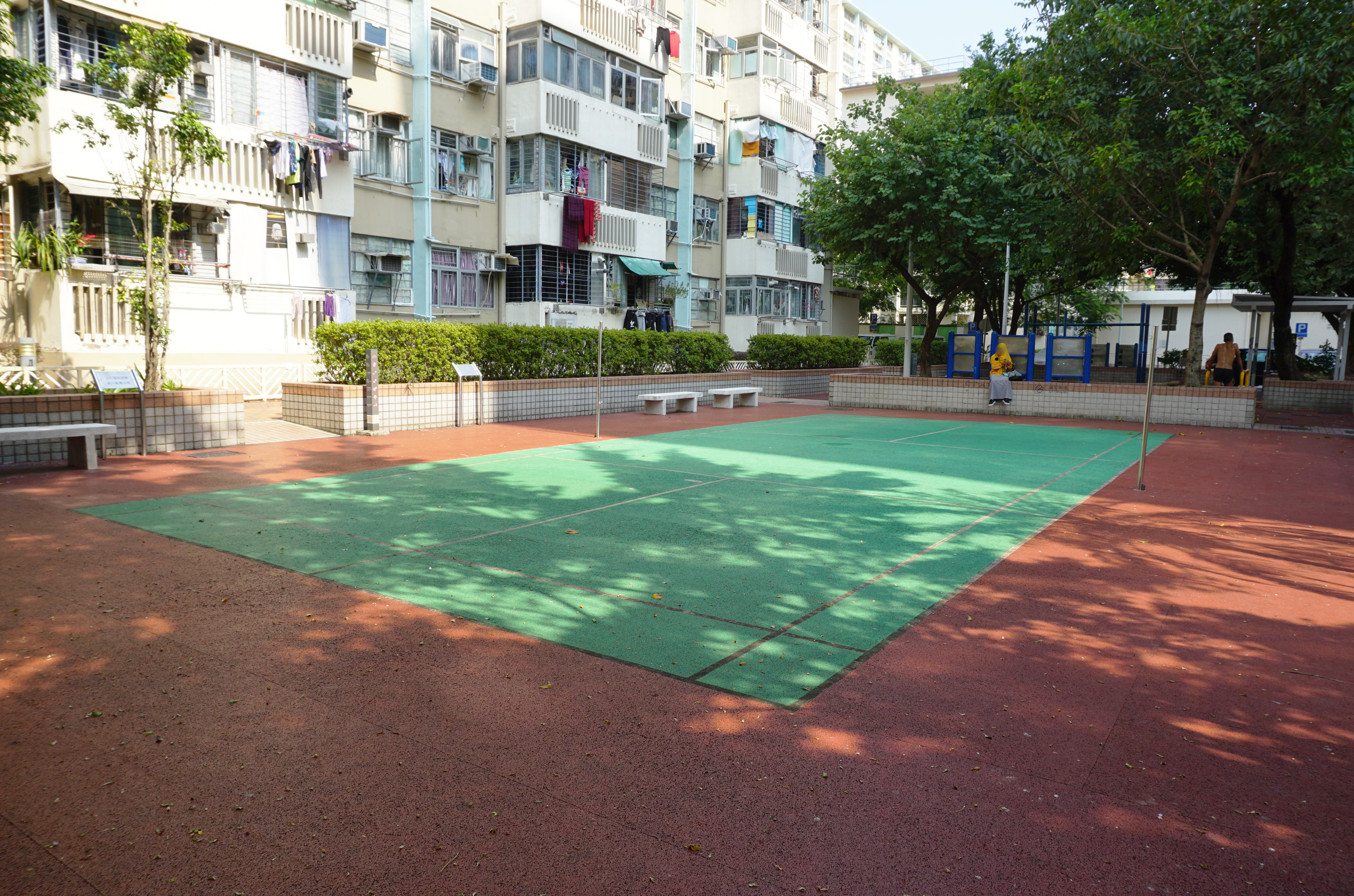
羽毛球場

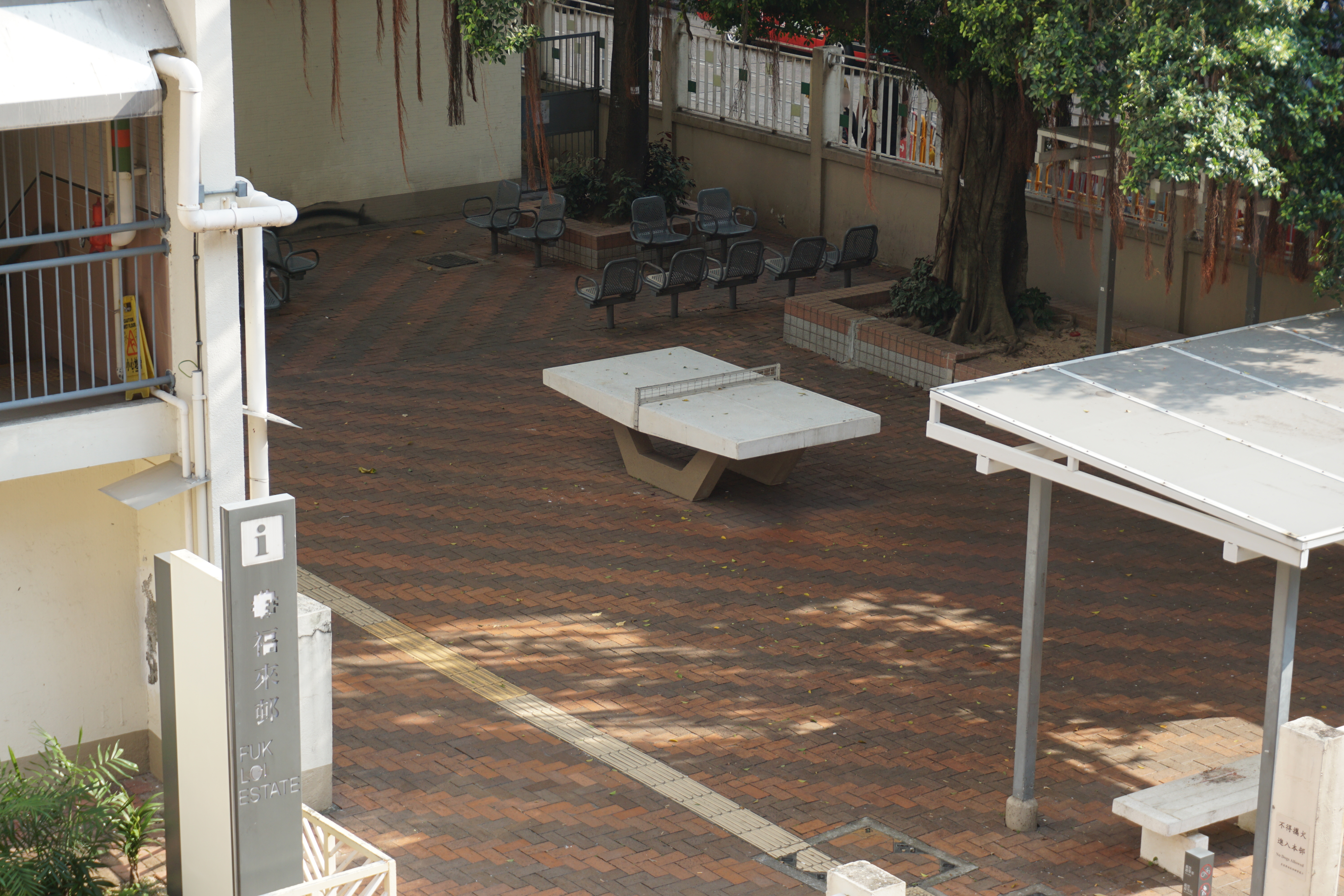
永寧樓旁水泥乒乓球桌

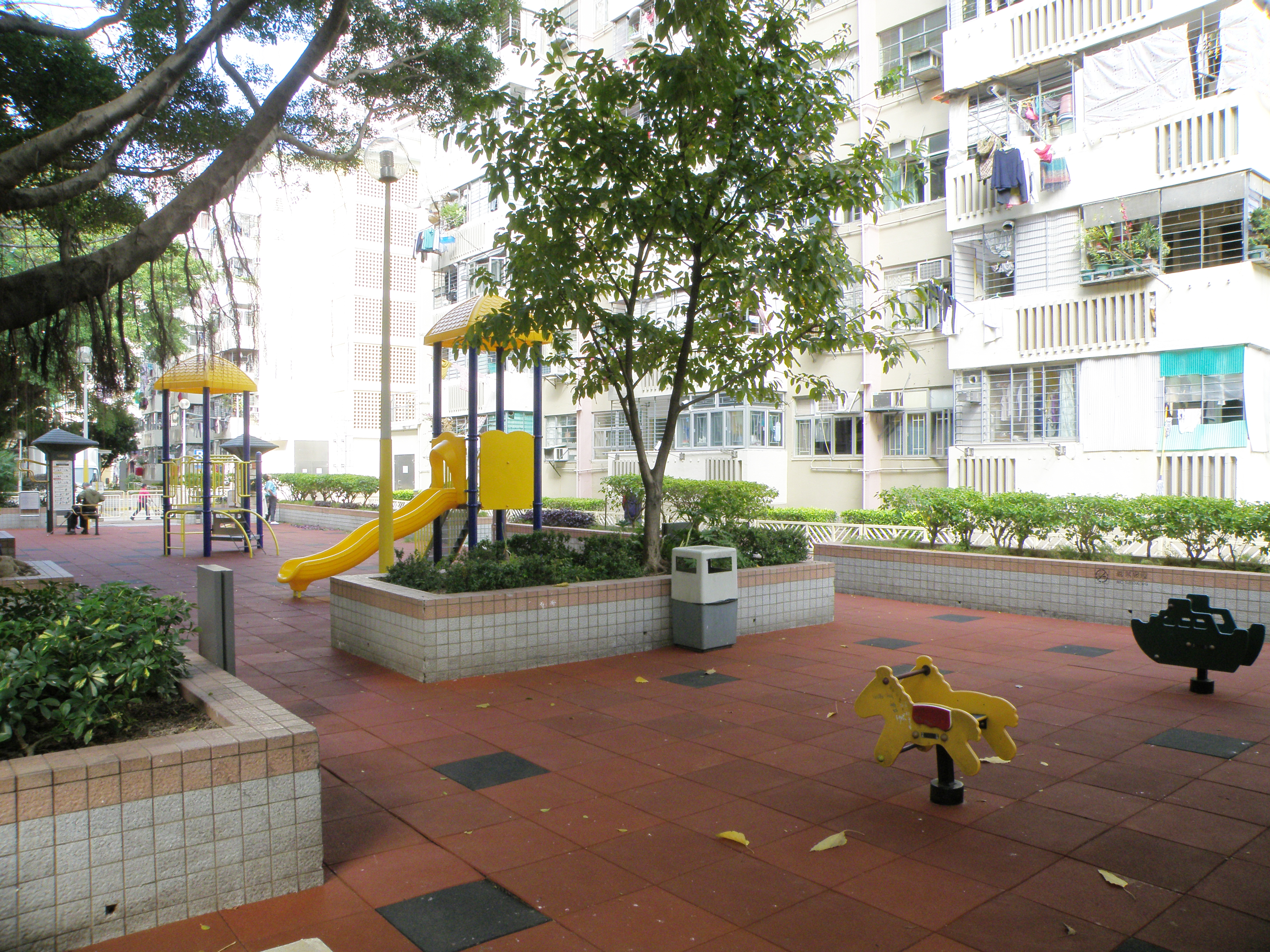
兒童遊樂場及健體區

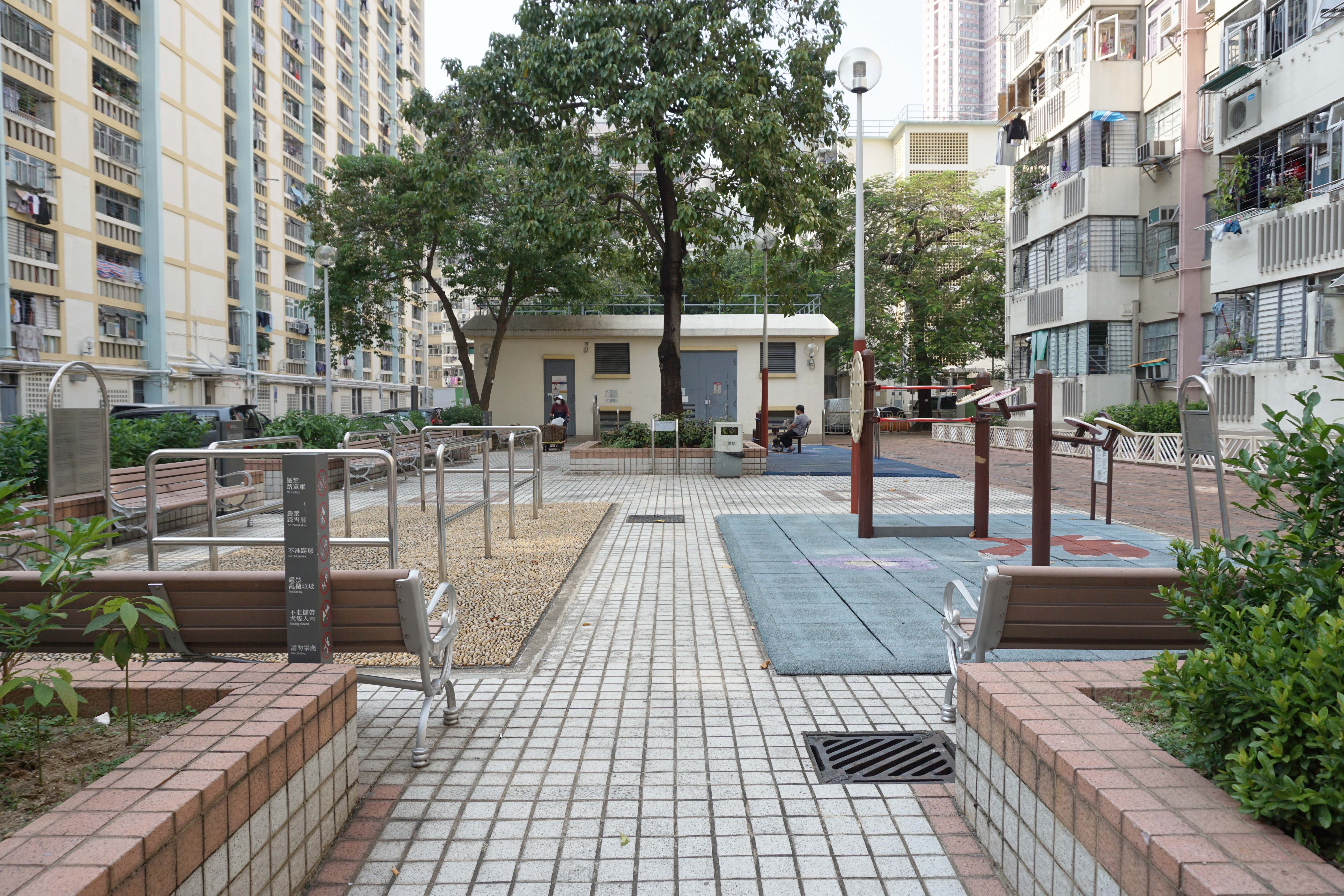
卵石路步行徑及健體區（2）

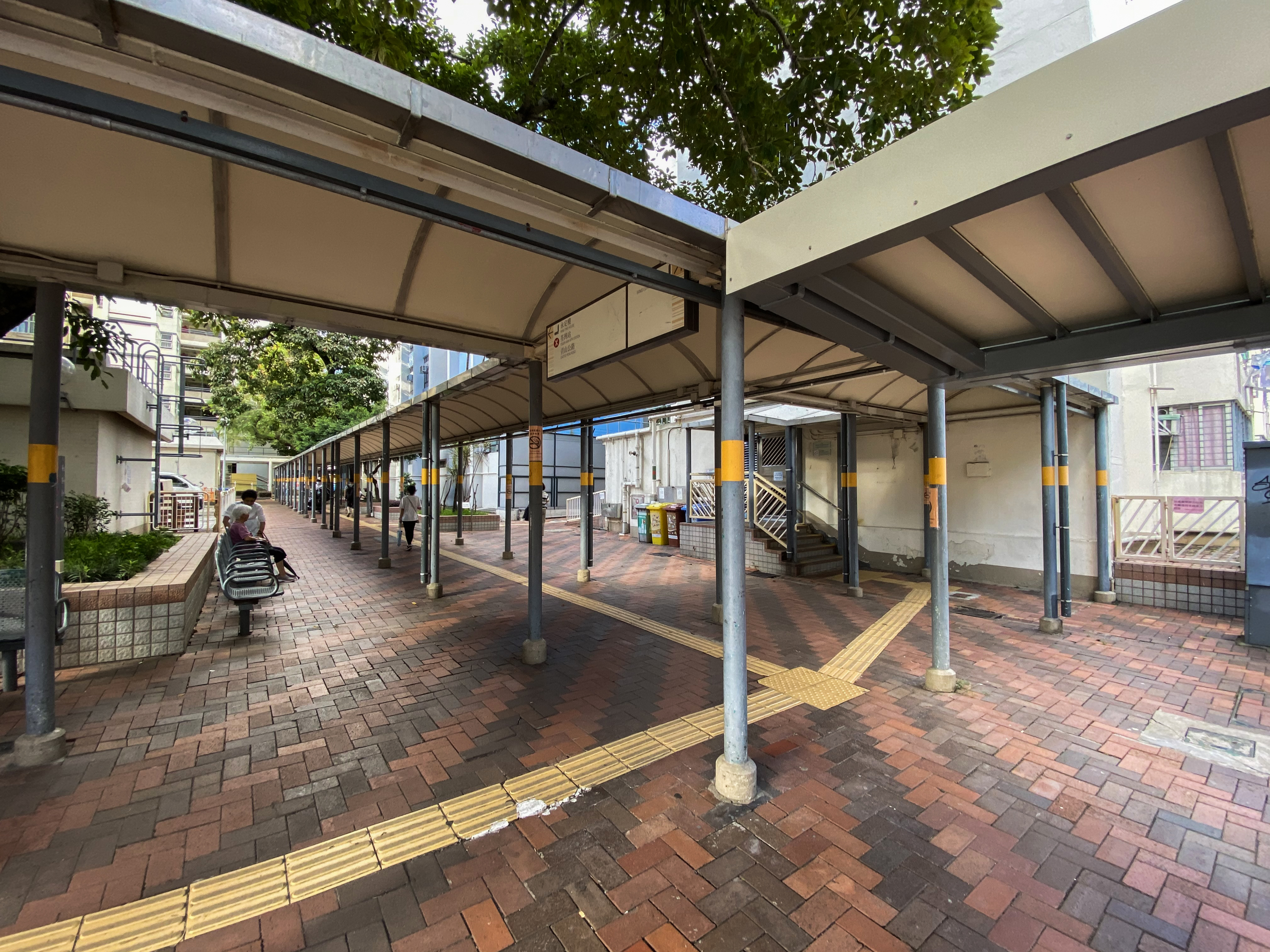
有蓋行人通道

福來邨（英語：Fuk Loi Estate）是香港新界荃灣市中心的一條公共屋邨，於1963年開始落成，是前香港屋宇建設委員會興建的十個廉租屋邨之一，現由香港房屋委員會管理。屋邨位於青山公路－荃灣段、大涌道、海壩街和路德圍之間，部份土地為填海所得，佔地逾3.82公頃。

## 簡介
福來邨最後一座樓宇於1967年竣工，福來邨全邨共有九座住宅大廈，分了二期興建。分別是第一期的永寧樓、永興樓和第二期的永嘉樓、永康樓、永昌樓、永定樓、永泰樓、永樂樓（永隆樓屬於後期試驗預製組件加建樓宇，因此不設期數）。4座高16層的舊長型大廈的升降機只會到達15樓，16樓的居民要先乘升降機到15樓再步行到16樓。其中永隆樓是香港首座採用預製組件技術方式興建的公共房屋（而同期落成的牛頭角下邨8-12座亦有採用，但要到1980年代中末的太和邨2、3期才開始大規模採用）。
福來邨位處荃灣市中心，鄰近愉景新城、荃錦中心等多個購物商場，有多線巴士及小巴途經，步行約5至15分鐘就可以到達港鐵荃灣站或荃灣西站，交通非常方便。永嘉樓及永泰樓地下有商店，包括士多、診所、茶餐廳等等。停車場旁有一片空地，有很多活動（例如嘉年華）都在那裡舉行。

## 歷史
1960年代，政府已決定將荃灣曹公潭出海口的填海地撥予屋宇建設委員會作廉租屋邨之用。
福來邨原訂只有8座大廈，分別為4座7層樓宇和4座16層的舊長型大廈。1964年，屋宇建設委員會從日本引進「工業化」建築計劃，以預製混凝土方式興建。為了試驗此興建方法的實用性，屋宇建設委員會在福來邨第二期中加建一幢7層樓宇——永隆樓，於1967年落成。
福來邨入伙時，所有七層樓宇均沒有升降機，房屋委員會其後在2010至2012年間為所有七層樓宇安裝升降機，2011年批出工程合約，2012年完成。

## 屋邨資料

### 樓宇
| 樓宇名稱（座號）     | 樓宇類型                        | 落成年份 | 層數 （住宅層數） | 每層伙數 | 每座單位總數（伙） | 承建商           | 提供升降機的廠商 (更換前) | 提供升降機的廠商 (更換後)     | 期數         |
| -------------------- | ------------------------------- | -------- | ----------------- | -------- | ------------------ | ---------------- | ------------------------- | ----------------------------- | ------------ |
| 永寧樓（第1及2座）   | 舊長型 （中央走廊式，七層樓宇） | 1963年   | 7                 | 32       | 224                | 聯星建築         | (不設升降機)              | 通力 MonoSpace (VVVF)         | 1            |
| 永興樓（第4及5座）   | 舊長型 （中央走廊式，七層樓宇） | 1963年   | 7                 | 32       | 224                | 聯星建築         | (不設升降機)              | 通力 MonoSpace (VVVF)         | 1            |
| 永昌樓（第7及8座）   | 舊長型 （中央走廊式，七層樓宇） | 1964年   | 7                 | 32       | 224                | 公和建築         | (不設升降機)              | 蒂森克虜伯 Evolution (VVVF)   | 2            |
| 永定樓（第10及11座） | 舊長型 （中央走廊式，七層樓宇） | 1964年   | 7                 | 32       | 224                | 公和建築         | (不設升降機)              | 蒂森克虜伯 Evolution (VVVF)   | 2            |
| 永隆樓（第13及14座） | 舊長型 （中央走廊式，七層樓宇） | 1967年   | 7                 | 32       | 224                | 大成建設株式會社 | (不設升降機)              | 蒂森克虜伯 Evolution (VVVF)   | （不設期數） |
| 永嘉樓（第3座）      | 舊長型 （中央走廊式）           | 1964年   | 16 (15)           | 34       | 510                | 公和建築         | 日立 Type-A (AC/2)        | 快而安（FIAM） TMS-200 (ACVV) | 2            |
| 永康樓（第6座）      | 舊長型 （中央走廊式）           | 1964年   | 16 (15)           | 34       | 510                | 公和建築         | 日立 Type-A (AC/2)        | 快而安（FIAM） TMS-200 (ACVV) | 2            |
| 永泰樓（第9座）      | 舊長型 （中央走廊式）           | 1964年   | 16 (15)           | 34       | 510                | 公和建築         | 日立 Type-A (AC/2)        | 快而安（FIAM） TMS-200 (ACVV) | 2            |
| 永樂樓（第12座）     | 舊長型 （中央走廊式）           | 1964年   | 16 (15)           | 34       | 510                | 公和建築         | 日立 Type-A (AC/2)        | 快而安（FIAM） TMS-200 (ACVV) | 2            |

粗體表示該樓宇牽涉26座問題公屋醜聞，其混凝土強度未達高層單位20.7MPa或低層單位31MPa的標準，但遲至1990年代才被揭發，由於情況並不嚴重，故此一直未列入「整體重建計劃」。但整體而言，此邨屬於同年代落成的屋邨中，少數結構狀況相對良好的一批。

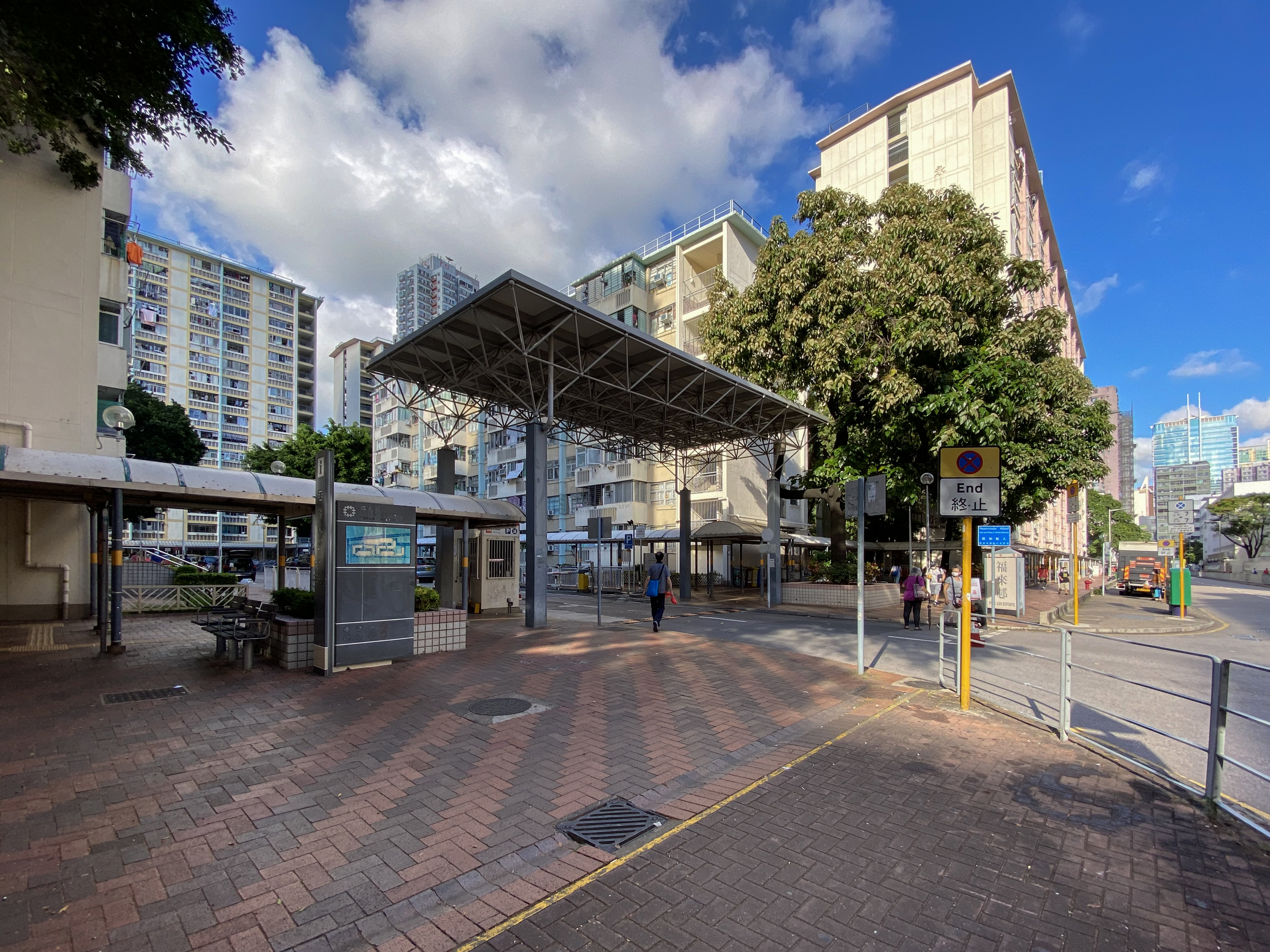
車道入口
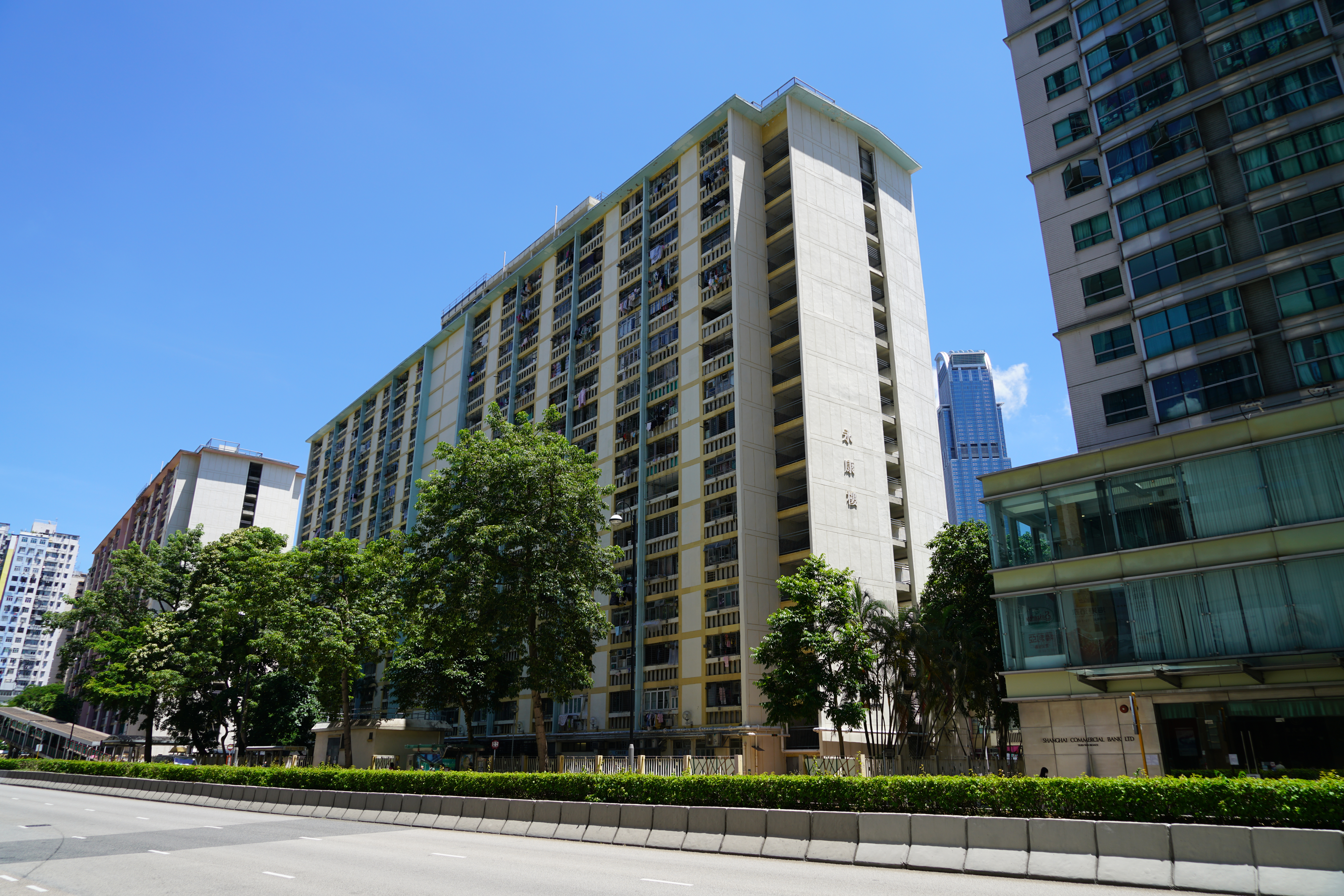
福來邨永康樓
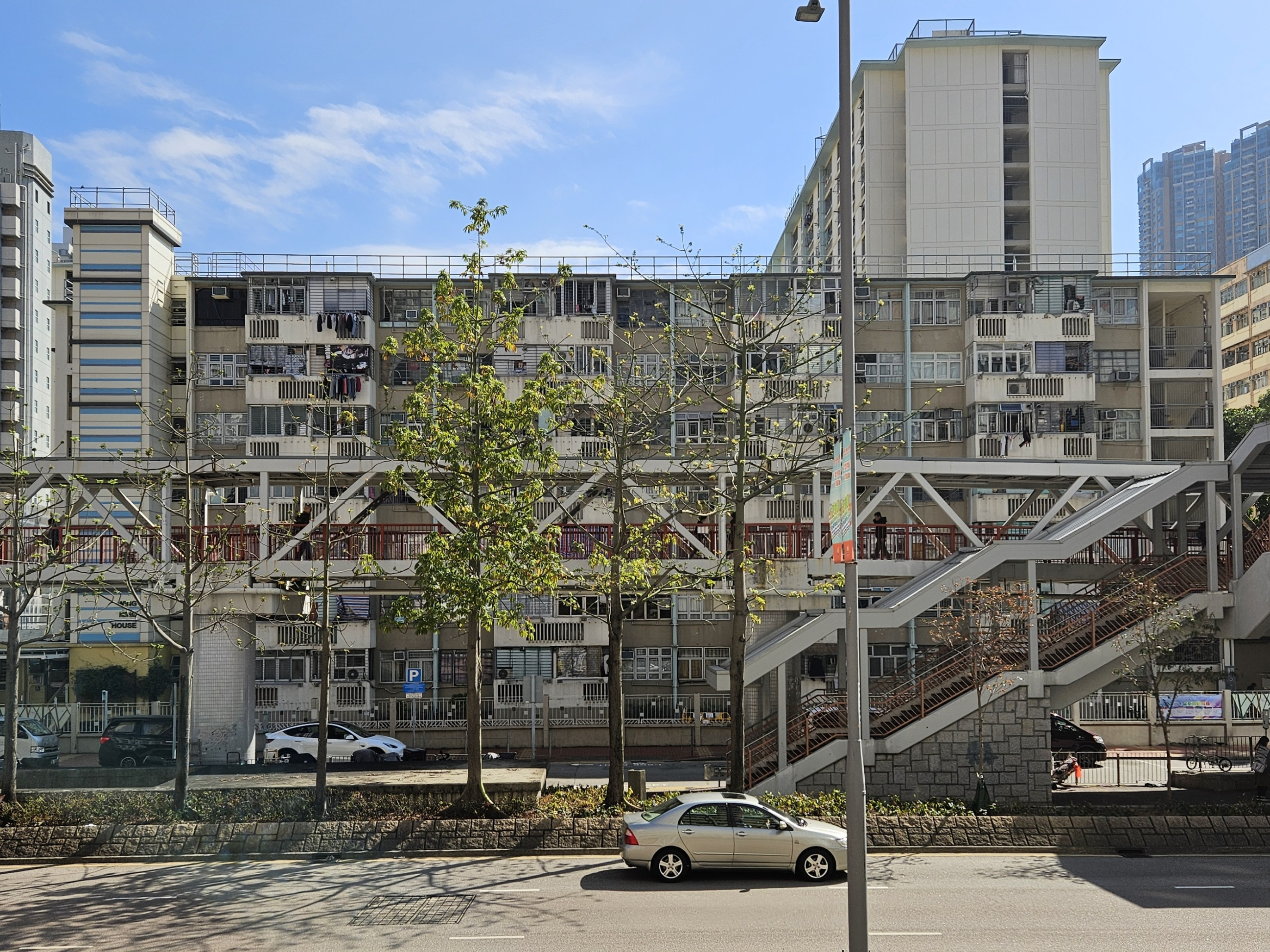
福來邨永寧樓面向大涌道
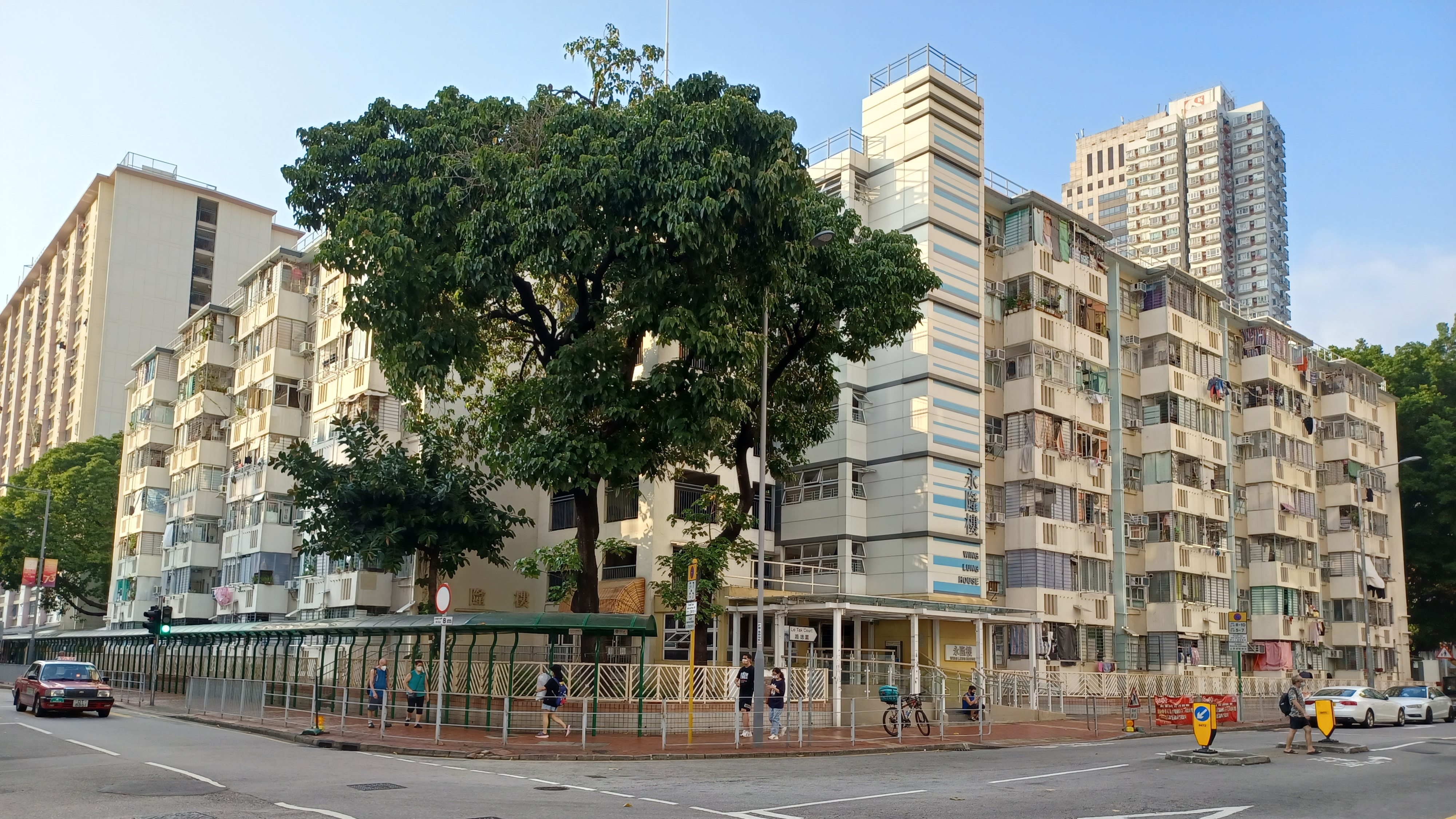
福來邨永隆樓
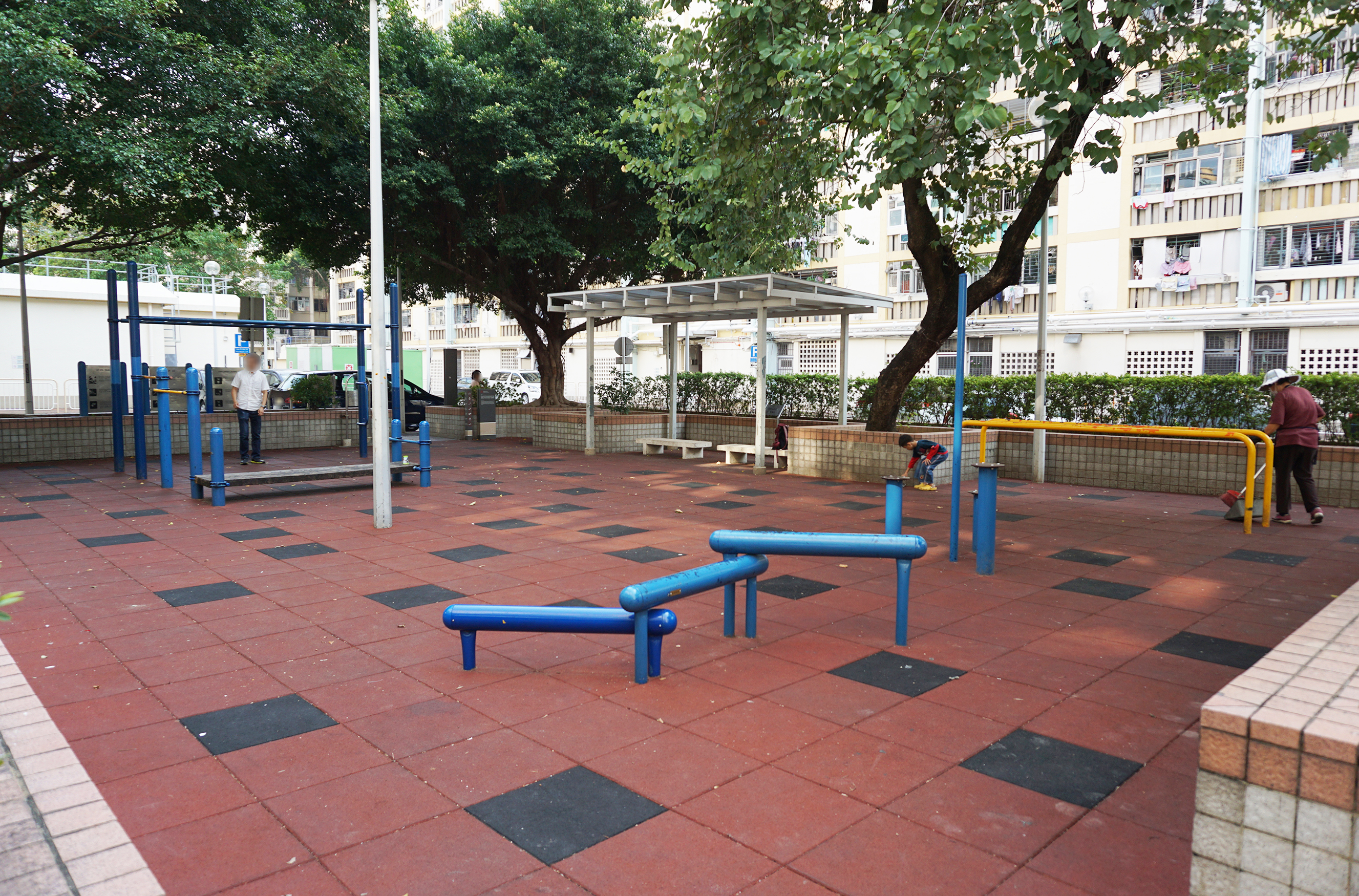
永寧樓對出的健體區
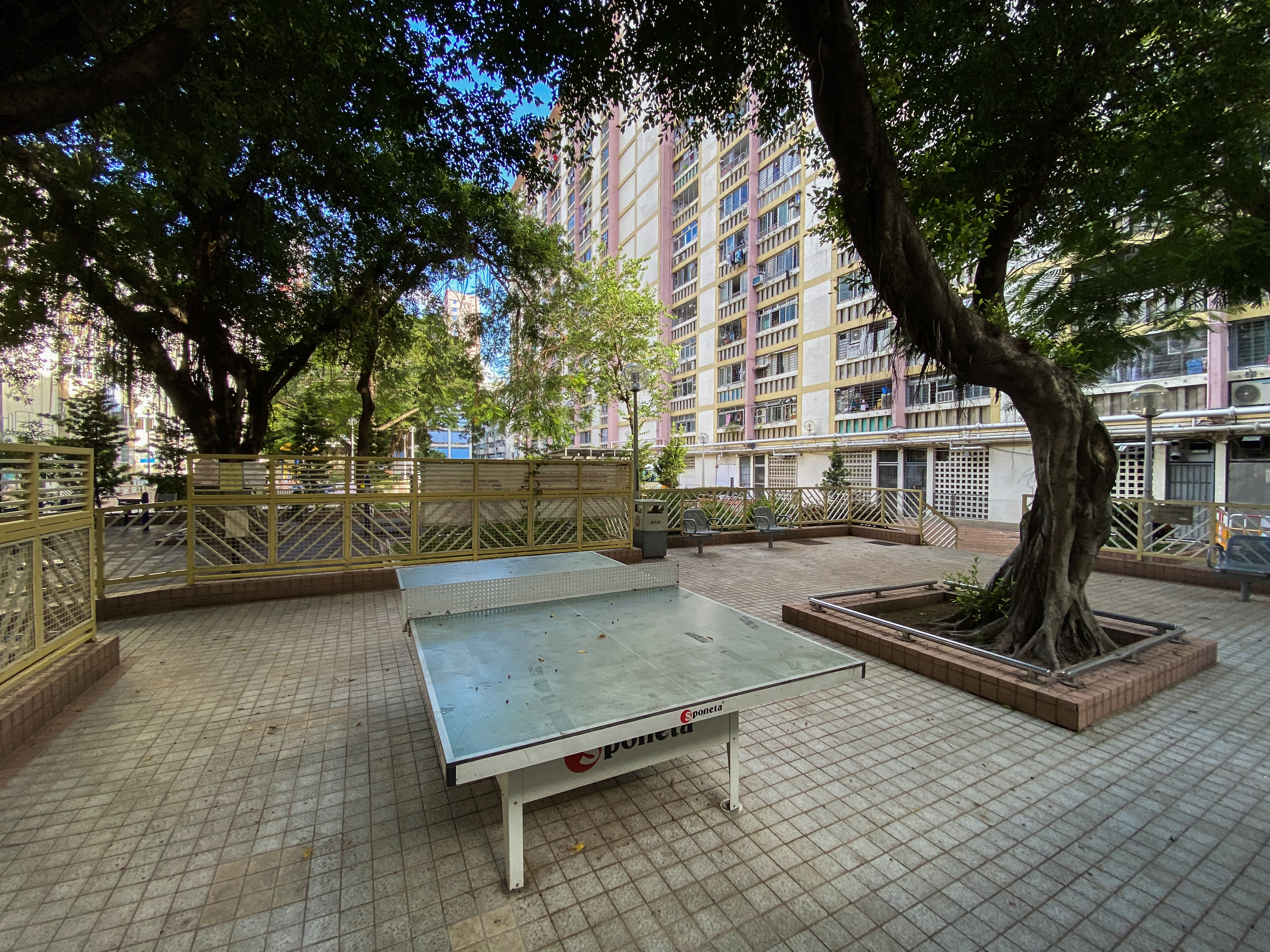
永昌樓旁鐵製乒乓球桌
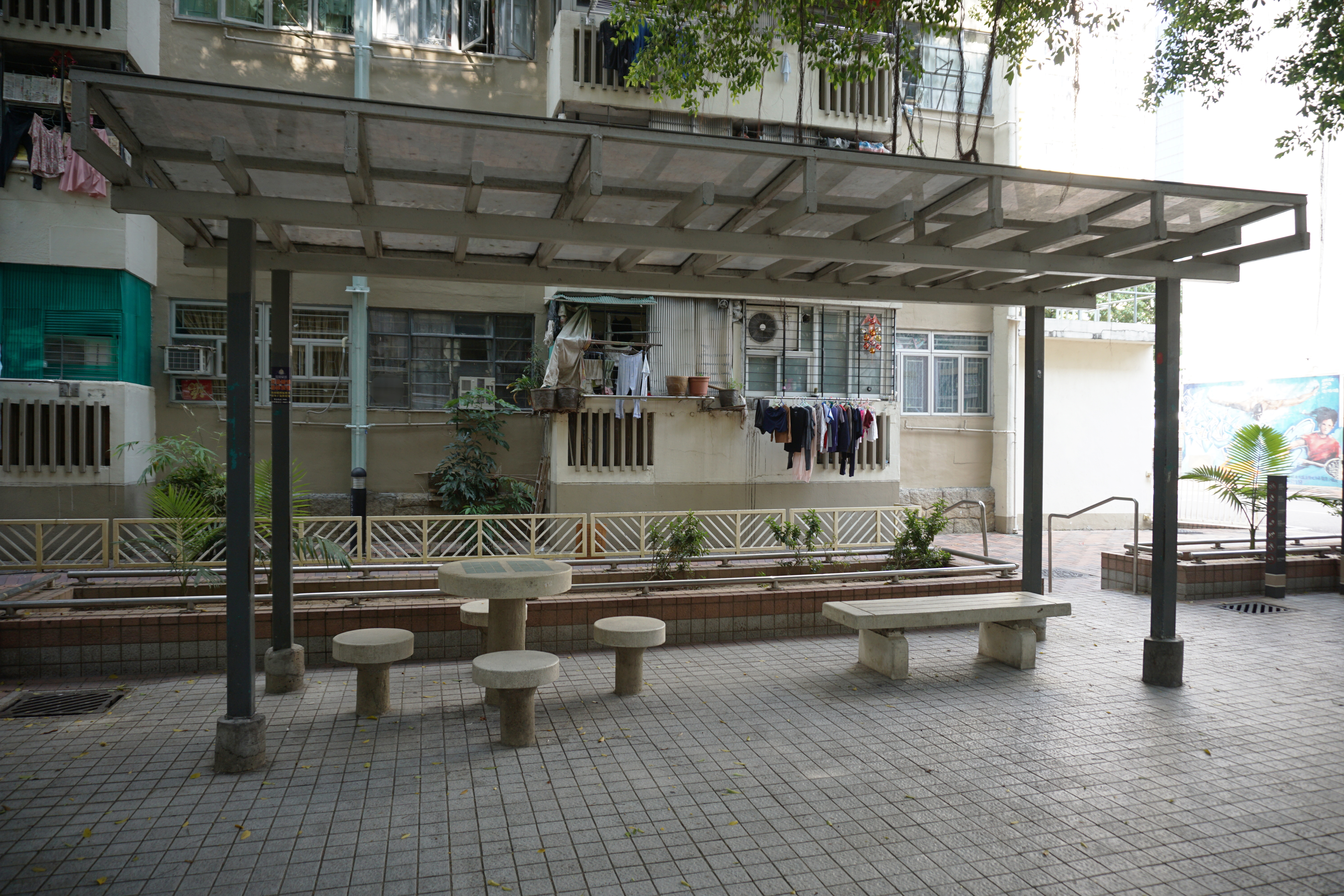
棋藝區
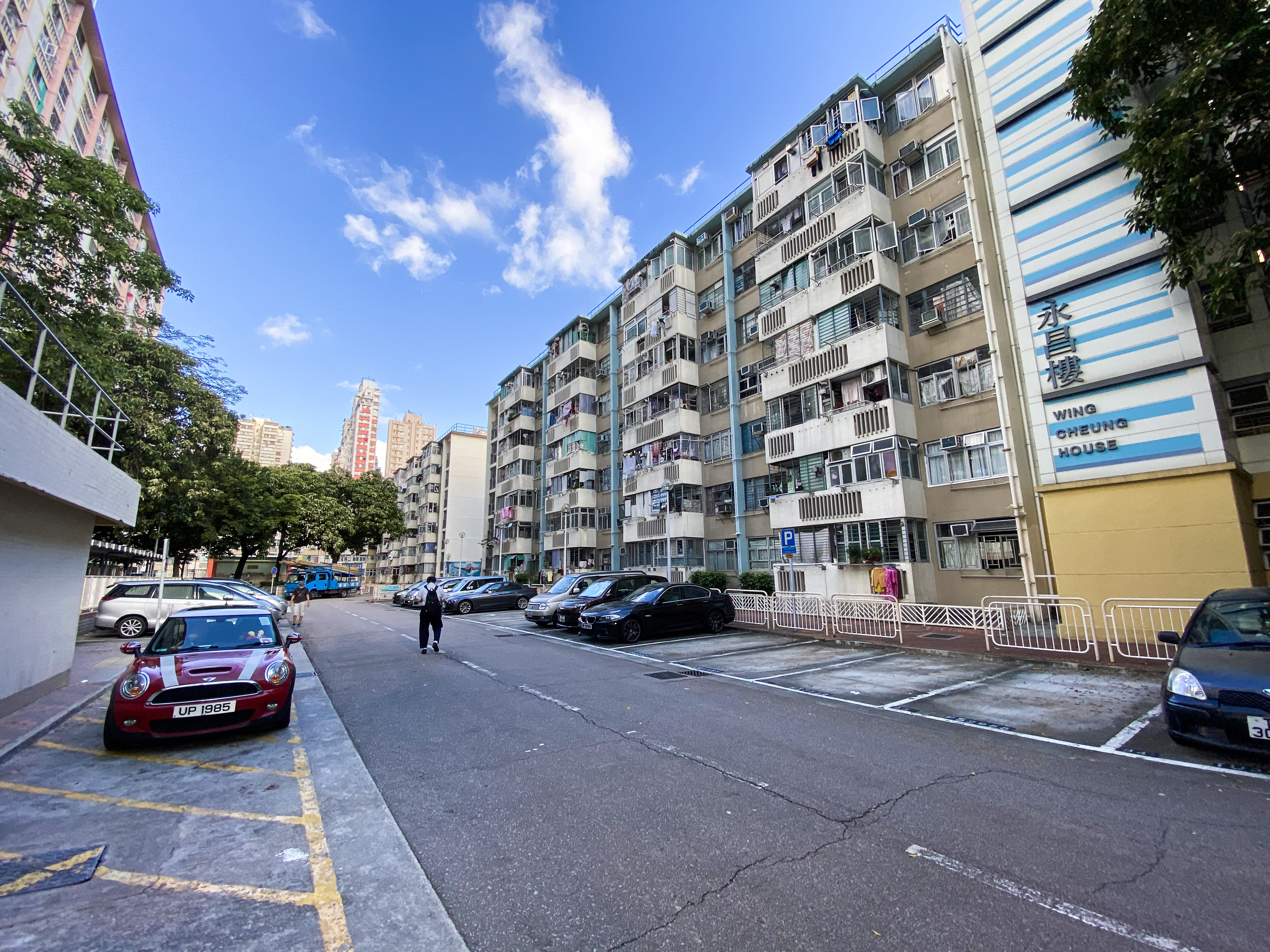
永昌樓旁的露天停車場

## 所屬區議會
福來邨屬於荃灣區議會荃灣西北選區，現任區議員是工聯會成員葛兆源與民建聯成員黃啟進。

## 邨內及附近建築物及設施

### 公共設施
- 香車街街市
- 沙咀道遊樂場
- 荃灣雅麗珊社區中心
- 荃灣政府合署
- 荃灣公共圖書館
- 荃灣郵政局
- 荃灣消防局

### 購物商場
- 南豐中心
- 荃錦中心
- 新領域廣場
- 中染新城
- 愉景新城

### 教育設施

#### 中學
- 荃灣官立中學

#### 小學
- 路德會聖十架學校
- 海壩街官立小學
- 荃灣潮州公學

#### 幼稚園
- 福來邨錦全幼稚園 （页面存档备份，存于）（1952年創辦）（位於福來邨永康樓地下）

## 外部連結
- 房委會物業位置及資料 福來邨 （页面存档备份，存于）
- 房委會物業位置及資料 福來邨 （页面存档备份，存于）
- 荃葵青交通總站巡禮 - 荃灣市中心 (1) （页面存档备份，存于）